# Рогалін (Грубешівський повіт)
Рогалін (пол. Rogalin) — село в Польщі, в історичному Надсянні, у гміні Городло Грубешівського повіту Люблінського воєводства.
Населення — 398 осіб (2011).
У 1975-1998 роках село належало до Замойського воєводства.

## Демографія
Демографічна структура станом на 31 березня 2011 року:
|          | Загалом | Допрацездатний вік | Працездатний вік | Постпрацездатний вік |
| -------- | ------- | ------------------ | ---------------- | -------------------- |
| Чоловіки | 205     | 46                 | 133              | 26                   |
| Жінки    | 193     | 30                 | 105              | 58                   |
| Разом    | 398     | 76                 | 238              | 84                   |